# Jully
Pour les articles homonymes, voir Jully (homonymie).
Jully (prononcé /ʒyji/) est une commune française située dans le département de l'Yonne, en région Bourgogne-Franche-Comté.

## Géographie
Le village de Jully est divisé en 5 hameaux : Jully-les-Forges, Jully-la-Loge, Jully-Frace, Jully-la-Folie et Jully-la-Maine ; et 5 fermes isolées : Bréviande, La Tuilerie, La Balance, La bergerie, Franclieu.

### Climat
Pour des articles plus généraux, voir Climat de la Bourgogne-Franche-Comté et Climat de l'Yonne.
En 2010, le climat de la commune est de type climat océanique dégradé des plaines du Centre et du Nord, selon une étude du Centre national de la recherche scientifique s'appuyant sur une série de données couvrant la période 1971-2000. En 2020, Météo-France publie une typologie des climats de la France métropolitaine dans laquelle la commune est exposée à un climat océanique altéré et est dans la région climatique  Lorraine, plateau de Langres, Morvan, caractérisée par un hiver rude (1,5 °C), des vents modérés et des brouillards fréquents en automne et hiver. 
Pour la période 1971-2000, la température annuelle moyenne est de 10,2 °C, avec une amplitude thermique annuelle de 16,2 °C. Le cumul annuel moyen de précipitations est de 848 mm, avec 12 jours de précipitations en janvier et 8,4 jours en juillet. Pour la période 1991-2020, la température moyenne annuelle observée sur la station météorologique de Météo-France la plus proche, « Cruzy_sapc », sur la commune de Cruzy-le-Châtel à 11 km à vol d'oiseau, est de 11,1 °C et le cumul annuel moyen de précipitations est de 845,8 mm. 
La température maximale relevée sur cette station est de 40,7 °C, atteinte le 25 juillet 2019 ; la température minimale est de −21 °C, atteinte le 16 janvier 1985,,. 
Les paramètres climatiques de la commune ont été estimés pour le milieu du siècle (2041-2070) selon différents scénarios d'émission de gaz à effet de serre à partir des nouvelles projections climatiques de référence DRIAS-2020. Ils sont consultables sur un site dédié publié par Météo-France en novembre 2022.

## Urbanisme

### Typologie
Au 1er janvier 2024, Jully est catégorisée commune rurale à habitat très dispersé, selon la nouvelle grille communale de densité à sept niveaux définie par l'Insee en 2022.
Elle est située hors unité urbaine et hors attraction des villes,.

### Occupation des sols
L'occupation des sols de la commune, telle qu'elle ressort de la base de données européenne d’occupation biophysique des sols Corine Land Cover (CLC), est marquée par l'importance des territoires agricoles (80,2 % en 2018), une proportion sensiblement équivalente à celle de 1990 (79,6 %). La répartition détaillée en 2018 est la suivante : 
terres arables (80,2 %), forêts (19,8 %). L'évolution de l’occupation des sols de la commune et de ses infrastructures peut être observée sur les différentes représentations cartographiques du territoire : la carte de Cassini (XVIIIe siècle), la carte d'état-major (1820-1866) et les cartes ou photos aériennes de l'IGN pour la période actuelle (1950 à aujourd'hui).

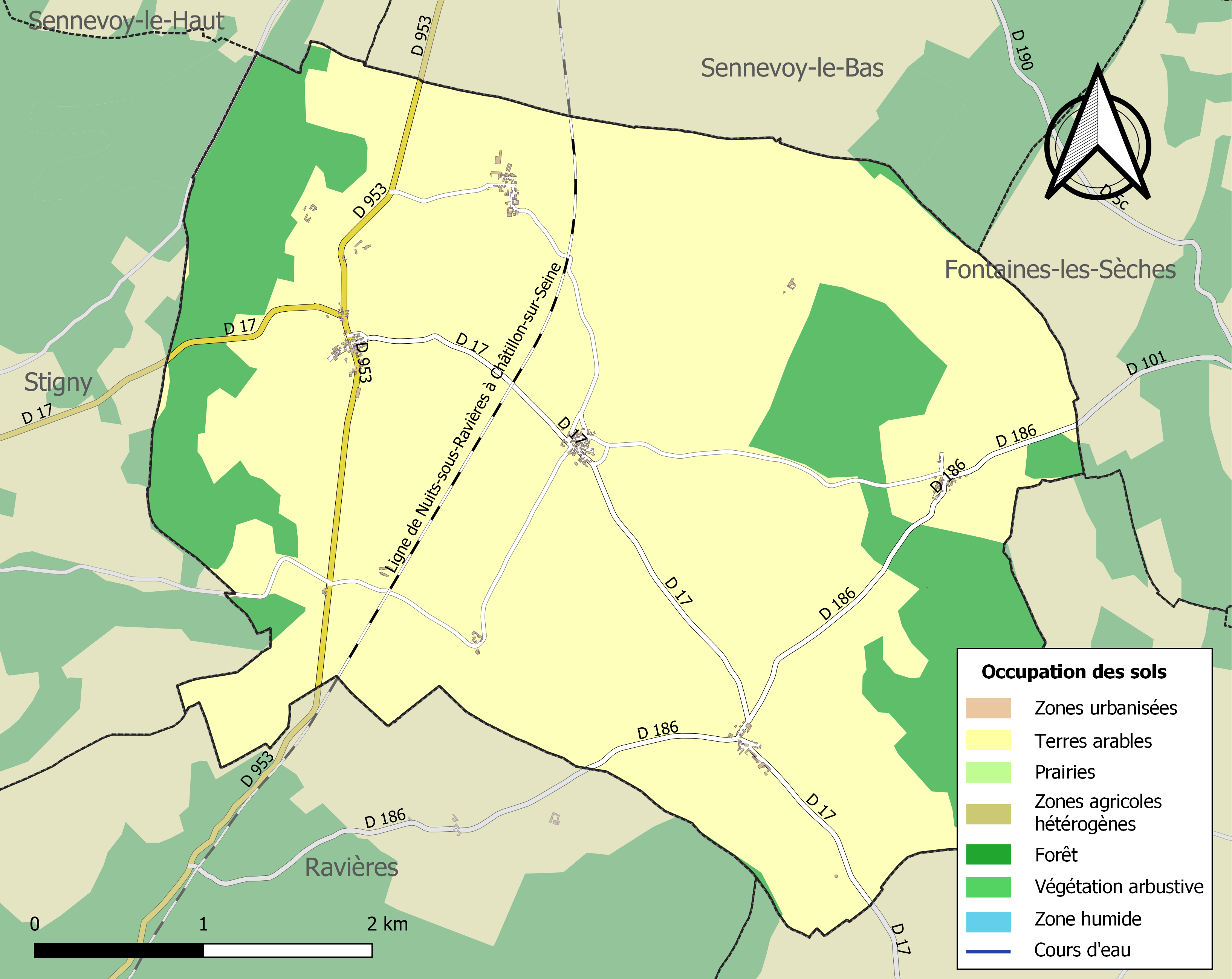
Carte des infrastructures et de l'occupation des sols de la commune en 2018 (CLC).

## Toponymie
Différentes formes ont existé : Juliacum, Julleyum, Julleyum monialium, Julliacum apud baveria, Jully les nonnes, Vaux les Jully, Juilly, Juilly-les-Nonains.

## Histoire

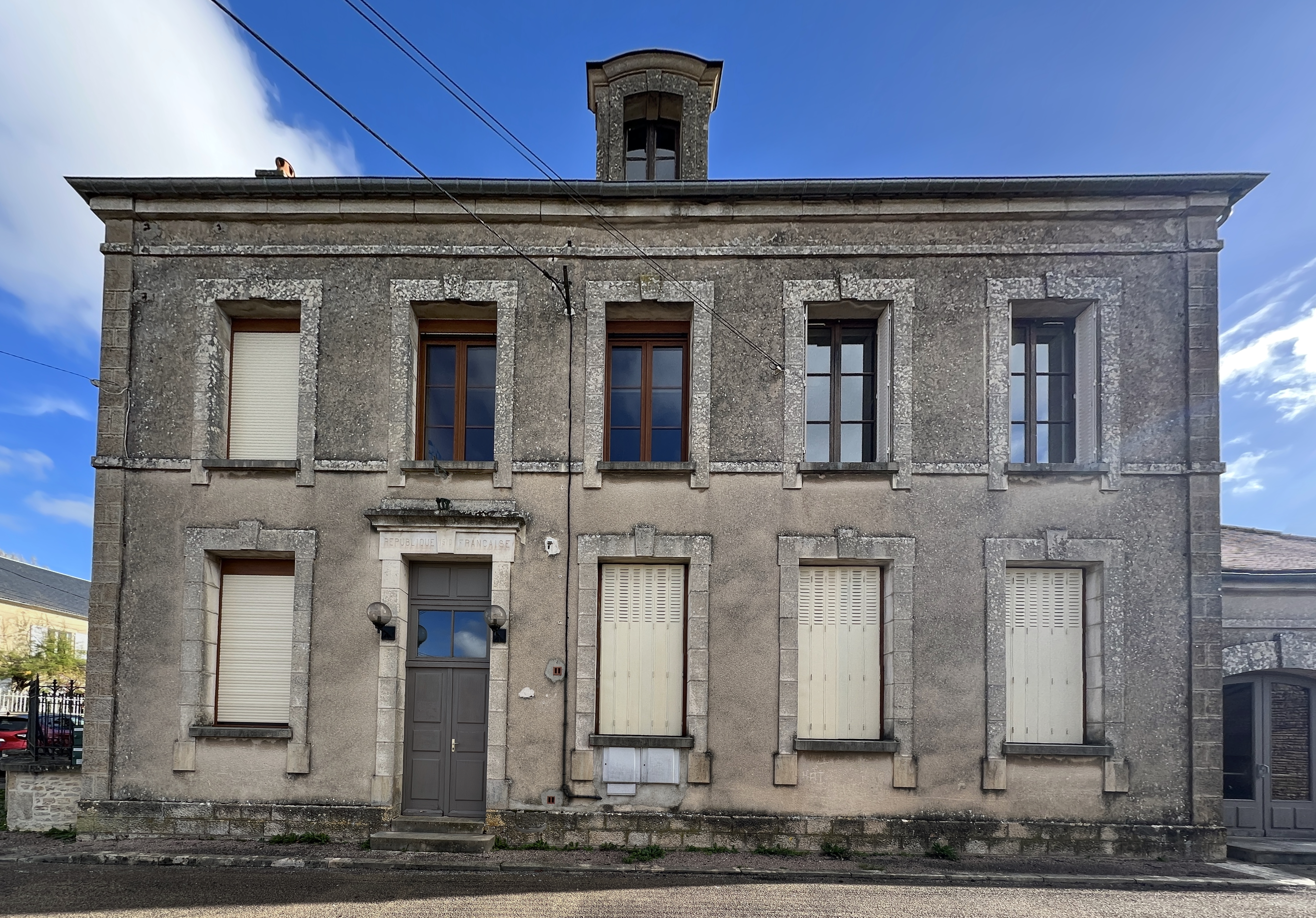
Mairie.

Le 10 décembre 1909; dans une ferme de la commune de Jully, , cinq personnes, massacrées dans d’horribles circonstances, sont découvertes. Les deux meurtriers, reconnus par le jeune Louis Imbert, unique survivant, furent condamnés à mort en juin 1910, graciés par le président Fallières et leurs peines commuées.

## Politique et administration
| Période    | Période  | Identité        | Étiquette            | Qualité |
| ---------- | -------- | --------------- | -------------------- | ------- |
|            |          |                 |                      |         |
| avant 2009 | 2014     | Roland Raverat  | UMP[réf. nécessaire] |         |
| 2014       | En cours | François Fleury |                      |         |

## Démographie
L'évolution du nombre d'habitants est connue à travers les recensements de la population effectués dans la commune depuis 1793. Pour les communes de moins de 10 000 habitants, une enquête de recensement portant sur toute la population est réalisée tous les cinq ans, les populations de référence des années intermédiaires étant quant à elles estimées par interpolation ou extrapolation. Pour la commune, le premier recensement exhaustif entrant dans le cadre du nouveau dispositif a été réalisé en 2004.

En 2022, la commune comptait 123 habitants, en évolution de −20,65 % par rapport à 2016 (Yonne : −1,95 %, France hors Mayotte : +2,11 %).
| 1793 | 1800 | 1806 | 1821 | 1831 | 1836 | 1841 | 1846 | 1851 |
| ---- | ---- | ---- | ---- | ---- | ---- | ---- | ---- | ---- |
| 554  | 551  | 487  | 493  | 518  | 516  | 540  | 515  | 557  |

| 1856 | 1861 | 1866 | 1872 | 1876 | 1881 | 1886 | 1891 | 1896 |
| ---- | ---- | ---- | ---- | ---- | ---- | ---- | ---- | ---- |
| 560  | 540  | 498  | 476  | 484  | 423  | 413  | 376  | 397  |

| 1901 | 1906 | 1911 | 1921 | 1926 | 1931 | 1936 | 1946 | 1954 |
| ---- | ---- | ---- | ---- | ---- | ---- | ---- | ---- | ---- |
| 350  | 339  | 334  | 332  | 319  | 311  | 292  | 241  | 282  |

| 1962 | 1968 | 1975 | 1982 | 1990 | 1999 | 2004 | 2006 | 2009 |
| ---- | ---- | ---- | ---- | ---- | ---- | ---- | ---- | ---- |
| 240  | 198  | 179  | 171  | 137  | 142  | 141  | 136  | 143  |

| 2014 | 2019 | 2022 | - | - | - | - | - | - |
| ---- | ---- | ---- | - | - | - | - | - | - |
| 150  | 131  | 123  | - | - | - | - | - | - |

## Culture locale et patrimoine

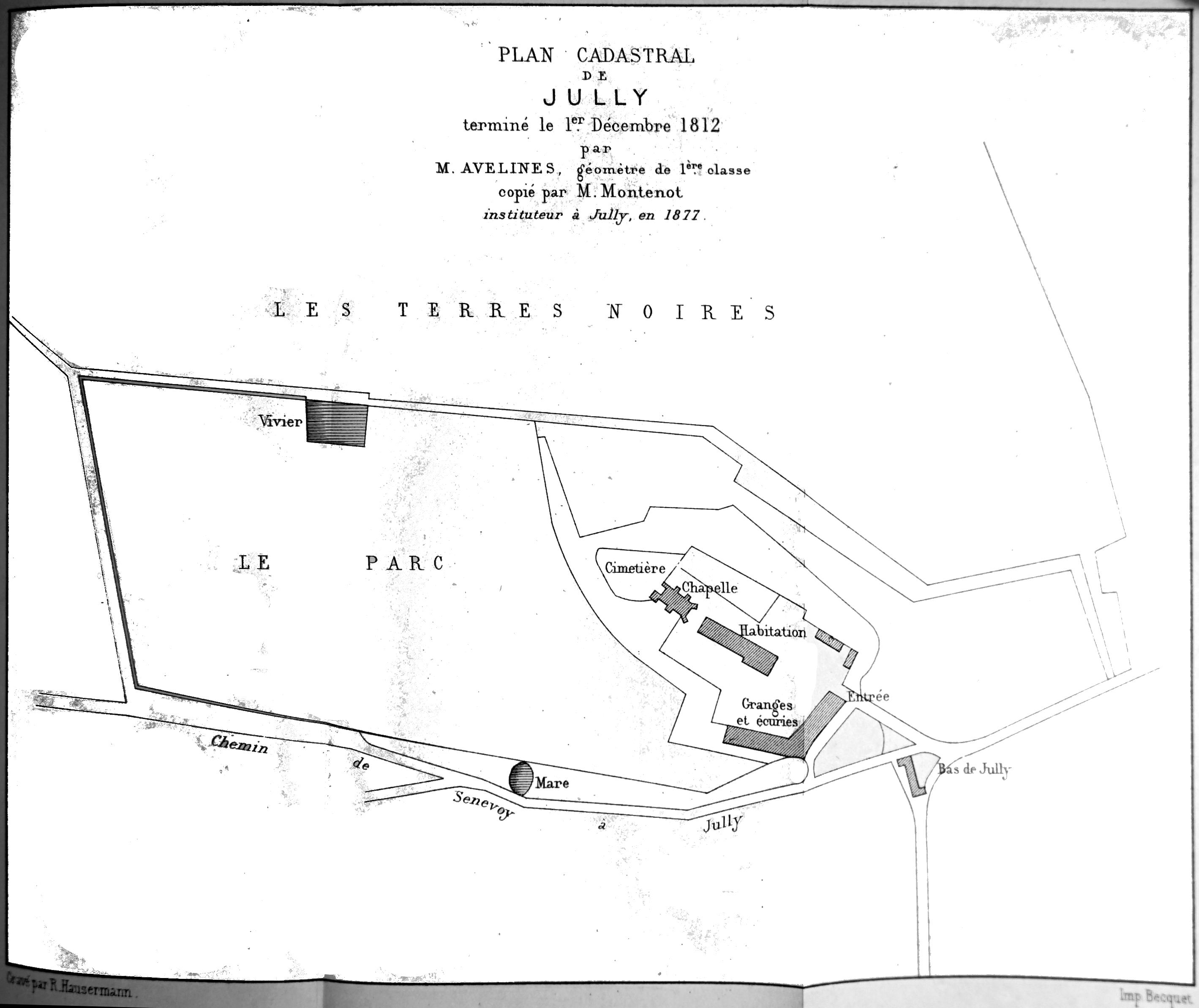
Jully sur le cadastre de 1812.

### Lieux et monuments
- Abbaye de Jully-les-Nonnains (plus souvent appelée château de Jully),
- l'église Notre-Dame-de-l'Assomption de Jully.

### Personnalités liées à la commune
- Ombeline de Jully